# Marshall (Oklahoma)
Marshall és un poble dels Estats Units a l'estat d'Oklahoma. Segons el cens del 2000 tenia 258 habitants.

## Demografia
Segons el cens del 2000, Marshall tenia 258 habitants, 105 habitatges, i 78 famílies. La densitat de població era de 199,2 habitants per km².
Dels 105 habitatges en un 26,7% hi vivien nens de menys de 18 anys, en un 61,9% hi vivien parelles casades, en un 9,5% dones solteres, i en un 24,8% no eren unitats familiars. En el 22,9% dels habitatges hi vivien persones soles el 17,1% de les quals corresponia a persones de 65 anys o més que vivien soles. El nombre mitjà de persones vivint en cada habitatge era de 2,46 i el nombre mitjà de persones que vivien en cada família era de 2,86.
Per edats la població es repartia de la següent manera: un 20,5% tenia menys de 18 anys, un 10,9% entre 18 i 24, un 24% entre 25 i 44, un 22,5% de 45 a 60 i un 22,1% 65 anys o més.
L'edat mediana era de 40 anys. Per cada 100 dones de 18 o més anys hi havia 95,2 homes.
La renda mediana per habitatge era de 25.000 $ i la renda mediana per família de 28.056 $. Els homes tenien una renda mediana de 27.188 $ mentre que les dones 19.167 $. La renda per capita de la població era d'11.585 $. Entorn del 19,4% de les famílies i el 19% de la població estaven per davall del llindar de pobresa.

## Poblacions més properes
El següent diagrama mostra les poblacions més properes.